# Gmina zbiorowa Elbmarsch
Gmina zbiorowa Elbmarsch (niem. Samtgemeinde Elbmarsch) – gmina zbiorowa położona nad Łabą w niemieckim kraju związkowym Dolna Saksonia, w powiecie Harburg. Siedziba władz gminy zbiorowej znajduje się w miejscowości Marschacht.

## Położenie geograficzne
Gmina zbiorowa Elbmarsch jest położona na północnym wschodzie powiatu Harburg będąc jednocześnie gminą graniczną Dolnej Saksonii. Po drugiej północnej stronie Łaby jest powiat Herzogtum Lauenburg należący do kraju związkowego Szlezwik-Holsztyn i Hamburg (dzielnica Bergedorf). Od wschodu i od południa Elbmarsch graniczy z powiatem Lüneburg i od południowego zachodu z miastem Winsen (Luhe). Większość miejscowości począwszy od Drage na zachodzie a skończywszy na dzielnicy gminy Tespe – Avendorf na wschodzie, ciągną się bez wyraźnych granic przy jednej ulicy wzdłuż południowego brzegu Łaby. Elbmarsch jest terenem bagnistym z płaskimi połaciami łąk poprzecinanymi wieloma rowami melioracyjnymi. Przez gminę Elbmarsch płynie również rzeka Ilmenau w swoim ostatnim odcinku przed ujściem do Łaby na terenie miasta Winsen (Luhe). Zwraca uwagę rozpowszechniona hodowla koni.

## Podział administracyjny
Gminy należące do gminy zbiorowej Elbmarsch:
1. Drage
2. Marschacht
3. Tespe

## Współpraca
- gmina Białe Błota, Polska